# ГЕС Mǎěrdǎngbà
ГЕС Mǎěrdǎngbà (玛尔挡坝水电站) — гідроелектростанція, що споруджується на півночі Китаю у провінції Цінхай. Знаходячись перед ГЕС Bānduō, входитиме до складу каскаду на одній з найбільших річок світу Хуанхе. В майбутньому між названими станціями планується спорудити ГЕС Cíhāxiá. 
В межах проекту річку перекриють кам’яно-накидною греблею із бетонним облицюванням висотою 211 метрів та довжиною 360 метрів. Вона утримуватиме витягнуте по долині Хуанхе на 80,2 км водосховище з площею поверхні 25,5 км2, об’ємом 1482 млн м3 (корисний об’єм 706 млн м3) та припустимим коливанням рівня у операційному режимі між позначками 3240 та 3275 метрів НРМ (під час повені до 3280,5 метра НРМ). 
Основне обладнання станції становитимуть чотири турбіни потужністю по 520 МВт, які використовуватимуть напір від 152 до 195 метрів (номінальний напір 182 метра). Крім того, з екологічних міркувань встановлять одну турбіну потужністю 120 МВт. Річна виробітка ГЕС становитиме 7054 млн кВт-год електроенергії.
Остаточний дозвіл на спорудження станції отримали від регуляторного органу в 2016 році. Станом на 2019-й на онлайн-картах видно перші результати будівельних робіт.